# Dobryniów-Kolonia
Dobryniów-Kolonia – kolonia w Polsce położona w województwie lubelskim, w powiecie krasnostawskim, w gminie Łopiennik Górny.
W latach 1975–1998 miejscowość administracyjnie należała do województwa chełmskiego.
Wieś stanowi sołectwo gminy Łopiennik Górny. Według Narodowego Spisu Powszechnego (III 2011 r.) wieś liczyła 153 mieszkańców.
Wierni Kościoła rzymskokatolickiego należą do parafii św. Bartłomieja w Łopienniku.